# Cruztitla, Zacatlán
Cruztitla är en ort i Mexiko.   Den ligger i kommunen Zacatlán och delstaten Puebla, i den sydöstra delen av landet, 140 km nordost om huvudstaden Mexico City. Cruztitla ligger 1 905 meter över havet och antalet invånare är 339.
Terrängen runt Cruztitla är huvudsakligen kuperad, men västerut är den bergig. Runt Cruztitla är det ganska tätbefolkat, med 96 invånare per kvadratkilometer. Närmaste större samhälle är Huauchinango, 18,2 km nordväst om Cruztitla. I omgivningarna runt Cruztitla växer i huvudsak blandskog.